# Miss Mundo 1953
Miss Mundo 1953 foi a 3ª edição do concurso de beleza feminino de Miss Mundo. O certame idealizado e produzido pelo gerente de vendas publicitárias da Mecca Leisure Group, Eric Douglas Morley, foi realizado no dia 19 de outubro de 1953. Tendo como palco o Lyceum Theatre, o concurso reuniu quinze (15) candidatas de diferentes países. Pela primeira na história do concurso a vencedora recebeu uma faixa e um trofeu de prata, sendo esta a candidata da França, representada por Denise Perrier.

## O concurso

### Miss Egito
Marina Papaelia era uma ruiva voluptuosa e sensual, de origem grega e que falava cinco idiomas (árabe, francês, inglês, grego e italiano). Mas, de acordo com Eric Morley, embora a jovem fosse modelo, ela estava um pouco acima do peso. Ela era muito extrovertida, gostava de chamar atenção. Seu caráter e personalidade eram muito explosivos, tanto que, depois de uma noite no mesmo quarto de hotel com ela, a candidata dinamarquesa, Ingrid Anderson, correu gritando pelo corredor exigindo uma nova colega de quarto. Até então a egípcia tinha o quarto só para ela, porque ninguém mais queria dividir com ela. No entanto, com o passar dos dias, Marina foi se tornando a porta-voz de suas companheiras. Se havia alguma reclamação ou sugestão, era sempre à ela quem elas recorriam.
Papaelia estava determinada a chamar a atenção de qualquer maneira. No dia da apresentação das candidatas à imprensa na boate "Café de Paris", na hora de se apresentar aos jornalistas, executivos do cinema e os designers de moda mais importantes da cidade, a candidata egípcia decidiu atrair atenção aparecendo no mais escasso dos biquínis que ela encontrou. O gerente olhou para ela chocado e fez uma reclamação. Em seguida, Marina foi empurrada para o camarim por Morley para impedir que os fotógrafos continuassem a capturar as fotos. Morley a forçou a usar um maiô inteiro como as outras participantes. No entanto, a partir de então, ela não passou despercebida e foi considerada favorita pelos jornalistas, que compararam sua beleza com a da atriz Rita Hayworth.
Outra noite, as meninas foram convidadas para jantar no exclusivo "Embassy Club", na London Bond Street, um evento patrocinado pela Mornessa Fashion House e seu presidente, Sr. Wallace Austin. Após o jantar e um show de cabaré, a orquestra de Sidney Simone começou a entreter os convidados. A candidata do Egito não perdeu a oportunidade de dançar e aterrorizar seu parceiro de dança, tirou os sapatos e começou a dançar descalça por toda a sala. Então, enquanto dançava, ela começou a cantar ao som da música, fazendo com que o resto das pessoas que dançavam ali a cercassem enquanto ela era dona do centro do salão. No final da música, ela recebeu uma ovação de pé dos presentes, mas Morley a forçou a sentar e se comportar.
Minutos depois, a senhorita Egito se levantou da mesa e desapareceu. Morley percebeu que ela não estava lá quando o gerente do clube sussurrou em seu ouvido, perguntando se ele queria arruiná-lo. "O que isso significa?" Morley perguntou. O gerente respondeu que estava perdendo todos os seus clientes e, na verdade, a sala parecia quase vazia. Morley foi ao vestíbulo procurando a garota egípcia inquieta. Ao chegar, verificou que o vestíbulo estava cheio de pessoas aplaudindo Marina Papaelia, que, sentada no balcão do vestiário, cantava alto. Evidentemente, ela era responsável por os clientes não estarem dentro do clube. Morley pegou-a pelo braço e no meio da vaia dos presentes, ele a sentou novamente à mesa, mas não antes de avisá-la de que, se ela não se comportasse, seria desclassificada e mandada de volta para casa.

### Novo sistema de votação
Antes de selecionar as finalistas, as participantes foram brevemente entrevistadas no palco. Naquela época, não era chamado de "entrevista", mas um "teste com o microfone" e as meninas foram avaliadas por sua voz, charme e facilidade em falar. A candidata do Egito disse que achava que ia desmaiar. Dito isto, ela caiu no chão, mal sendo apoiada pelo Sr. Shakell, ela definitivamente queria continuar atraindo atenção. Ela foi levada para os camarins, examinada por um homem de primeiros socorros que confirmou que era apenas uma "histeria comum". Depois de alguns minutos no chão, ela voltou com um grande sorriso. Após esta última rodada, os juízes decidiram sobre cinco candidatas, que foram escolhidas como finalistas. As participantes mudaram novamente e vestiram seus vestidos de noite.
Foi o primeiro ano em que Morley usou o sistema "Voto Maioritário" para a seleção final, considerando um procedimento mais justo, em vez de pontos de 1 a 10. Após selecionar as finalistas, os juízes tiveram que votar por posição, dando 1 para quem eles consideravam a vencedora, 2 para a segunda colocada e assim por diante. Esse sistema significava que a vencedora tinha que ter pelo menos 4 votos de primeiros lugares (4 de 7 juízes) para vencer e, se ela não a tivesse, seria definida pela candidata que possuía a maioria dos segundos lugares.
O resultado final foi o seguinte: O quinto lugar, e vencedora de um prêmio de £ 100 (cerca de 210 dólares americanos na época), foi Miss Estados Unidos, Mary Kemp Griffin, 23 anos, natural de Florence, Carolina do Sul, mas que trabalhou como modelo em Los Angeles. Em quarto lugar, a senhorita Ceilão, Manel Illangakoon, uma senhora casada de 20 anos de Colombo, que ganhou um prêmio de £ 150. Curiosamente, as três candidatas restantes, Miss Egito, Miss França e Miss Grécia, estavam empatadas, com dois votos cada para vencer, então Charles Eade, editor do jornal "Sunday Dispatch" e que era o Presidente do júri, decidiu que as três jovens deviam desfilar novamente para o desempate.
Em seguida, o terceiro lugar foi conquistado pela muito surpresa Miss Egito, Marina Papaelia, que ganhou £ 200 como prêmio. O segundo lugar ficou com a Miss Grécia de 20 anos, Alexandra Ladikou, de Kavala, que ganhou 250 libras. Ao contrário do ano anterior, a entrega dos prêmios ocorreu enquanto as candidatas ainda trajavam seus vestidos de noite. A vencedora, que recebeu a aprovação não apenas dos juízes, mas da platéia, foi a representante da França, Denise Margaret Perrier, 18 anos, um metro e oitenta de altura, e suas medidas eram 33-22-35. Como um fato curioso, sua colega francesa Christiane Martel havia sido coroada meses antes como Miss Universo em Long Beach, sendo a primeira vez que Miss Universo e Miss Mundo vieram do mesmo país no mesmo ano. Denise ganhou um cheque de 500 libras, uma faixa (pela primeira vez a Miss Mundo recebeu uma faixa que a identificava) e uma tigela de rosas prateada patrocinada pelo "Sunday Dispatch", além de um enorme buquê de flores.

### Campeã

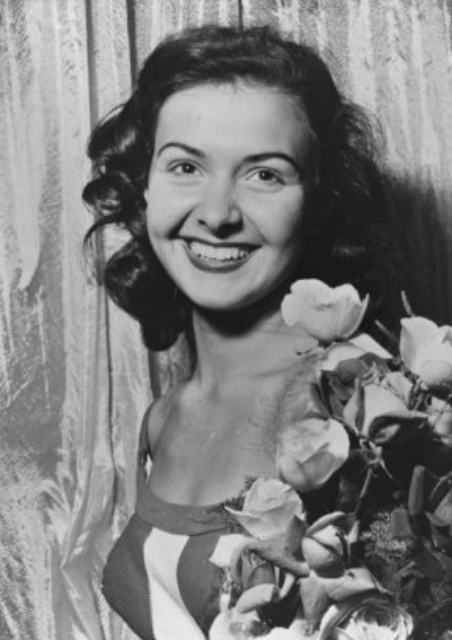
A francesa Denise Perrier.

Denise nasceu em 28 de julho de 1935 na cidade de Les Pérouses em Ambérieu-en-Bugey. Como seu pai estava no exército e fora enviado para a Indochina, ela viveu em Saigon, no Vietnã, onde estudou até 1951. Sua família retornou à França em 1952 porque a Indochina estava se tornando perigosa, vindo a se estabelecer no distrito de Saint-Aygulf. Ela sonhava em ser arqueóloga, mas a vida lhe trouxe outras coisas no futuro. Durante as férias de verão de 1953 em uma praia em Saint-Raphaël, na Cote d'Azur, a dona do cassino pediu aos pais de Denise que lhe permitissem participar da final do concurso "Miss Saint Raphaël", que seria realizado na mesma noite. Denise decidiu entrar no concurso e venceu. Depois de ganhar o título, ela teve que ir ao concurso Miss França e, em seguida, o concurso Miss Mundo em Londres. Depois de obter o título mundial, ela voltou ao país na sexta-feira, 23 de outubro e imediatamente começou a trabalhar como modelo. Ela fez inúmeros desfiles de moda na França, Itália e Nova York. Ela visitou vários cassinos franceses até se cansar e decidiu fazer pintura. Em 1955, ela apresentou sua primeira exposição de arte.
Seu primeiro casamento foi em 1958. Ela teve um filho, Milhan, em Cannes, em março de 1960. Logo depois, ela se divorciou e teve que voltar a trabalhar como modelo para se sustentar. Ela se casou novamente em 1964 com um jornalista francês chamado Maurice Huleu. Mais tarde, ela fez uma breve carreira de atriz, entre 1965 e 1971, participando do filme "007 - Os Diamantes São Eternos", com James Bond em 1971. Em 1972, ela ganhou a coroa de "Lady Festival" no Festival de Cannes. Ela continuou trabalhando como modelo internacionalmente e, em 1977, abriu sua primeira empresa de modelagem chamada "Art et Mode". Em 1975, ela participou do aniversário de prata do concurso Miss Mundo em Londres como convidada especial.
Anos mais tarde (de 1978 a 1990), ingressou na política, cumprindo três mandatos municipais na lista de Jacques Médecin, então prefeito de Nice. Foi Secretária de Turismo de Nice e responsável por museus e exposições. Ela também foi presidente do Nice Garden Club. Em 2000, ela voltou ao concurso Miss Mundo, novamente em Londres, como convidada especial. Ela se casou novamente e hoje é a sra. Lanfranchi. Ela foi jurada dos concursos da Miss Mundo em 2005, 2010, 2011 e 2013. Atualmente vive no sul da França e mantém uma bela amizade com a atual proprietária do concurso da Miss Mundo, a Srª Julia Morley.

## Resultados
| Posição   | País e Candidata                     |
| Vencedora | - França - Denise Perrier            |
| 2º. Lugar | - Grécia - Alexandra Ladikou         |
| 3º. Lugar | - Egito - Myshimarina Papaelia       |
| 4º. Lugar | - Ceilão - Manel Illangakoon         |
| 5º. Lugar | - Estados Unidos - Mary Kemp Griffin |

## Jurados
Ajudaram a definir a campeã:
1. Cowan Dobson, pintor;
2. David Niven, ator inglês;
3. Dorothy, Viscondessa de Tarbat;
4. M. Pireur, membro do comitê "Miss Europa";
5. Charles Eade, editor do jornal "Sunday Dispatch";
6. Margaret Lockwood, atriz britânica;
7. Godfrey Winn, jornalista;

## Candidatas
Disputaram o título este ano:
| - Alemanha - Wilma Kanders - Ceilão - Manel Illangakoon - Dinamarca - Ingrid Andersen - Egito - Myshimarina Papaelia - Estados Unidos - Mary Kemp Griffin | - Finlândia - Maija-Riitta Tuomaala - França - Denise Perrier - Grã-Bretanha - Brenda Mee - Grécia - Alexandra Ladikou - Holanda - Yvonne de Meijer | - Israel - Havatzelet Dror - Monte Carlo - Elizabeth Chovisky - Noruega - Solveig Gulbrandsen - Suécia - Ingrid Johansson - Suíça - Odette Michel Conue |

## Histórico

### Desistências
- Áustria - Lore Felger
- Irlanda - Mary Murphy
- Itália - Marcella Mariani
- Líbano - Hanya Beydoun